# Площа Пантелеймона Куліша
Пло́ща Пантелеймона Куліша — площа в Дніпровському районі міста Києва, житловий масив Лівобережний (історична назва — Микільська слобідка). Розташована між вулицями Митрополита Андрея Шептицького, Андрія Аболмасова, Пантелеймона Куліша та Слобідським провулком.

## Історія
Площа виникла в 1980-х роках із назвою площа Анатолія Луначарського.
Сучасна назва на честь українського фольклориста, письменника, етнографа, мовознавця Пантелеймона Куліша — з 2016 року.

## Зображення

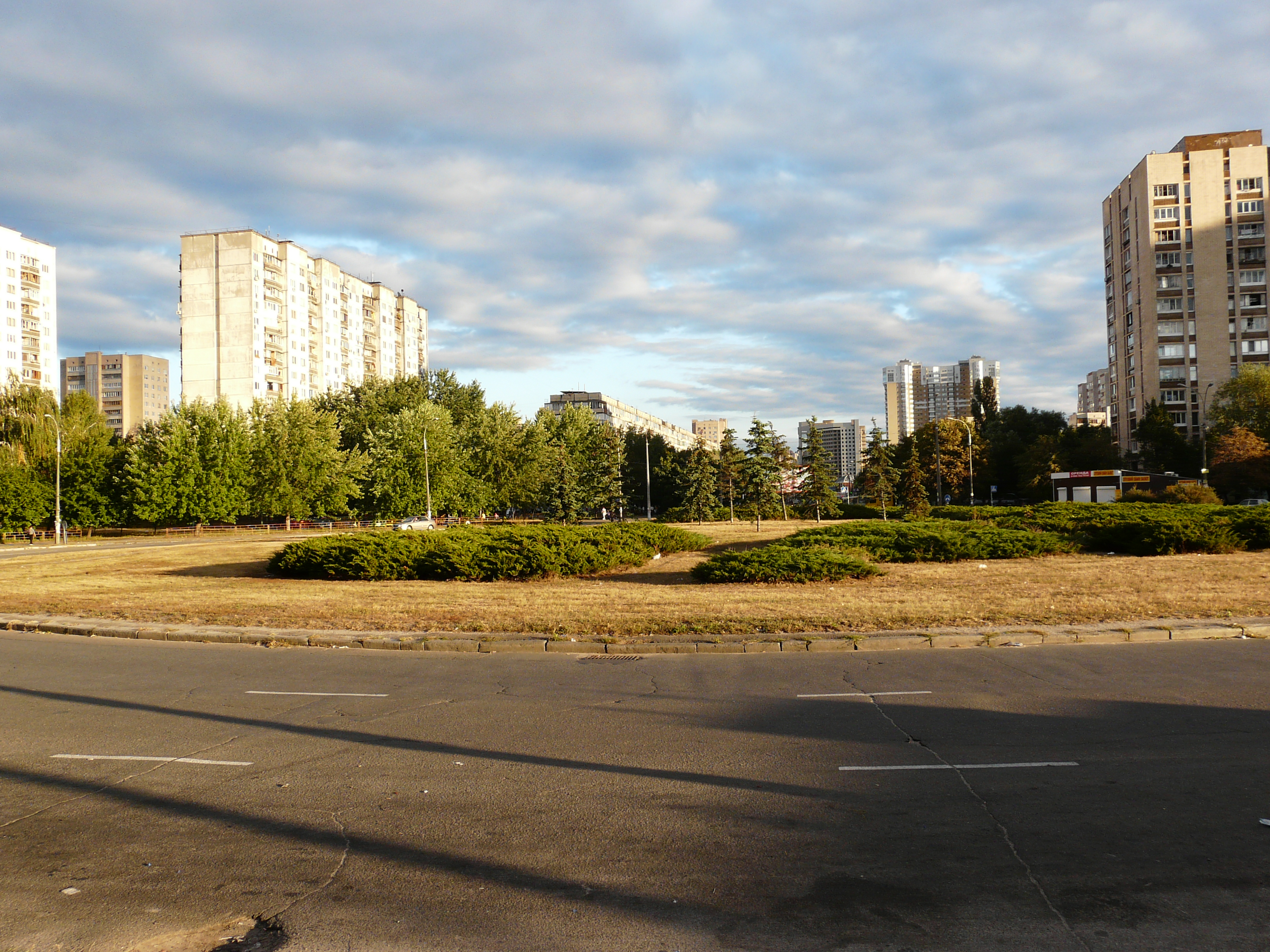
Вид на площу та вулицю Митрополита Андрея Шептицького
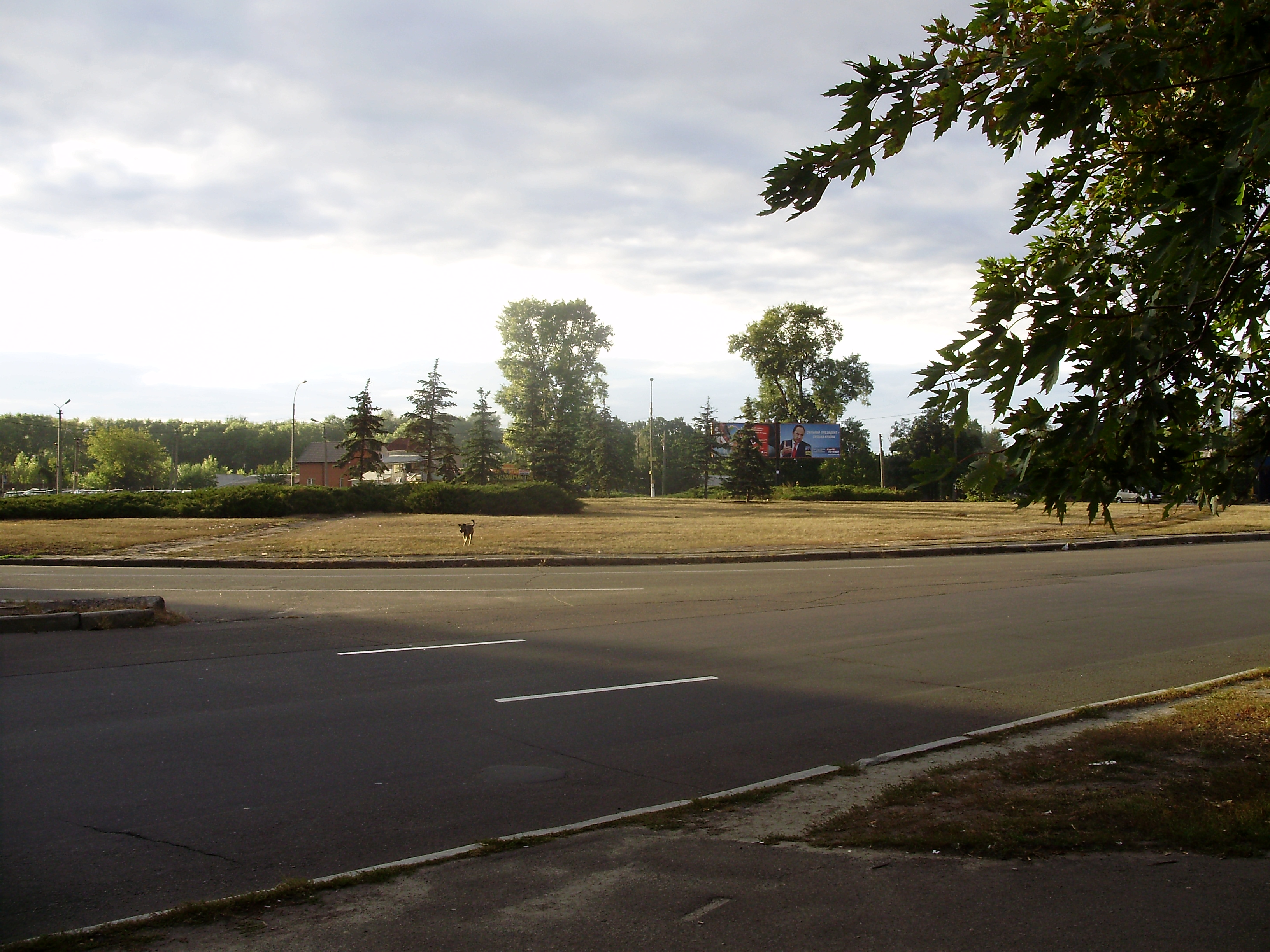
Вид на площу з вулиці Митрополита Андрея Шептицького
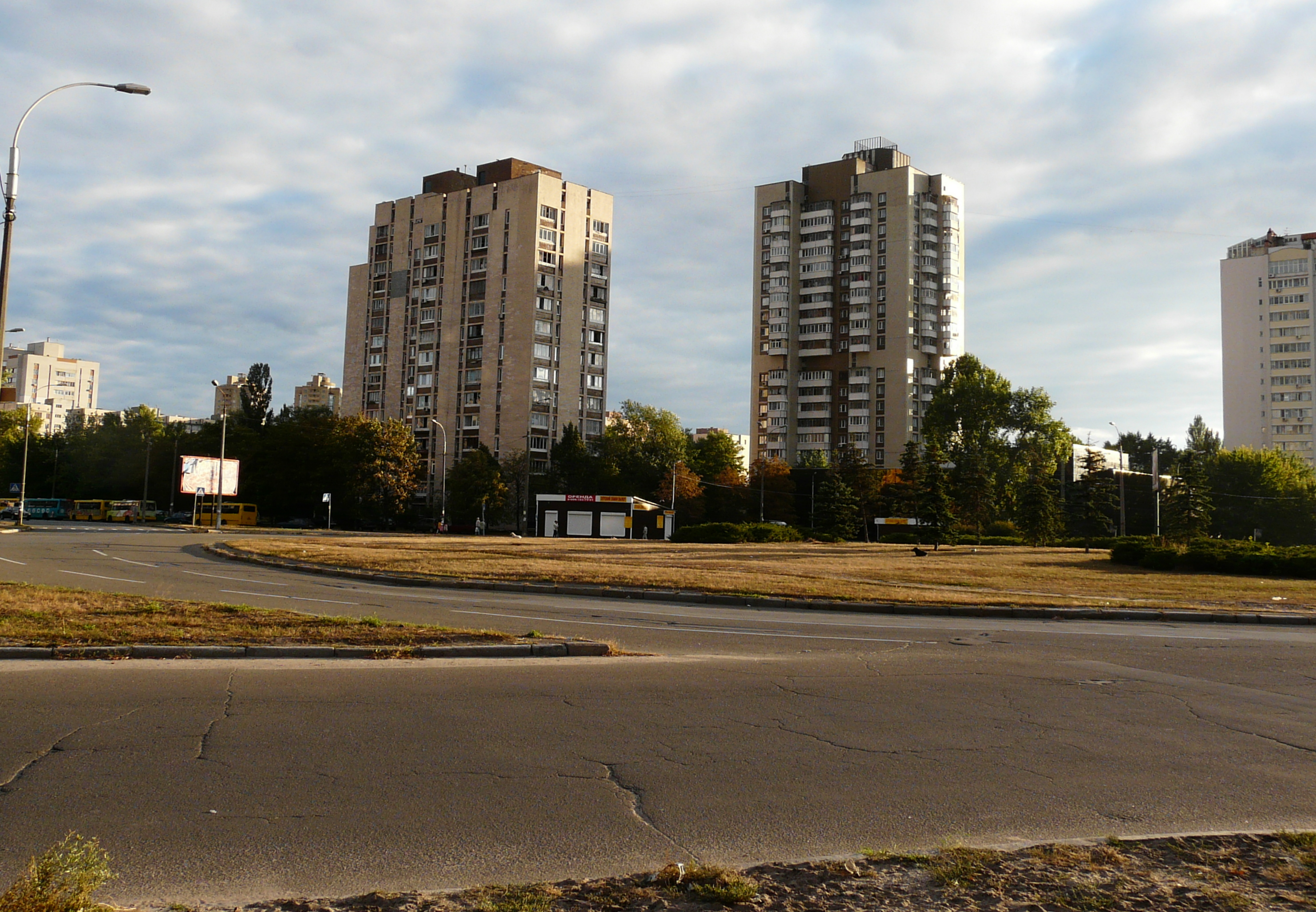
Вид на площу (сектор між вулицями Митрополита Андрея Шептицького і Андрія Аболмасова)
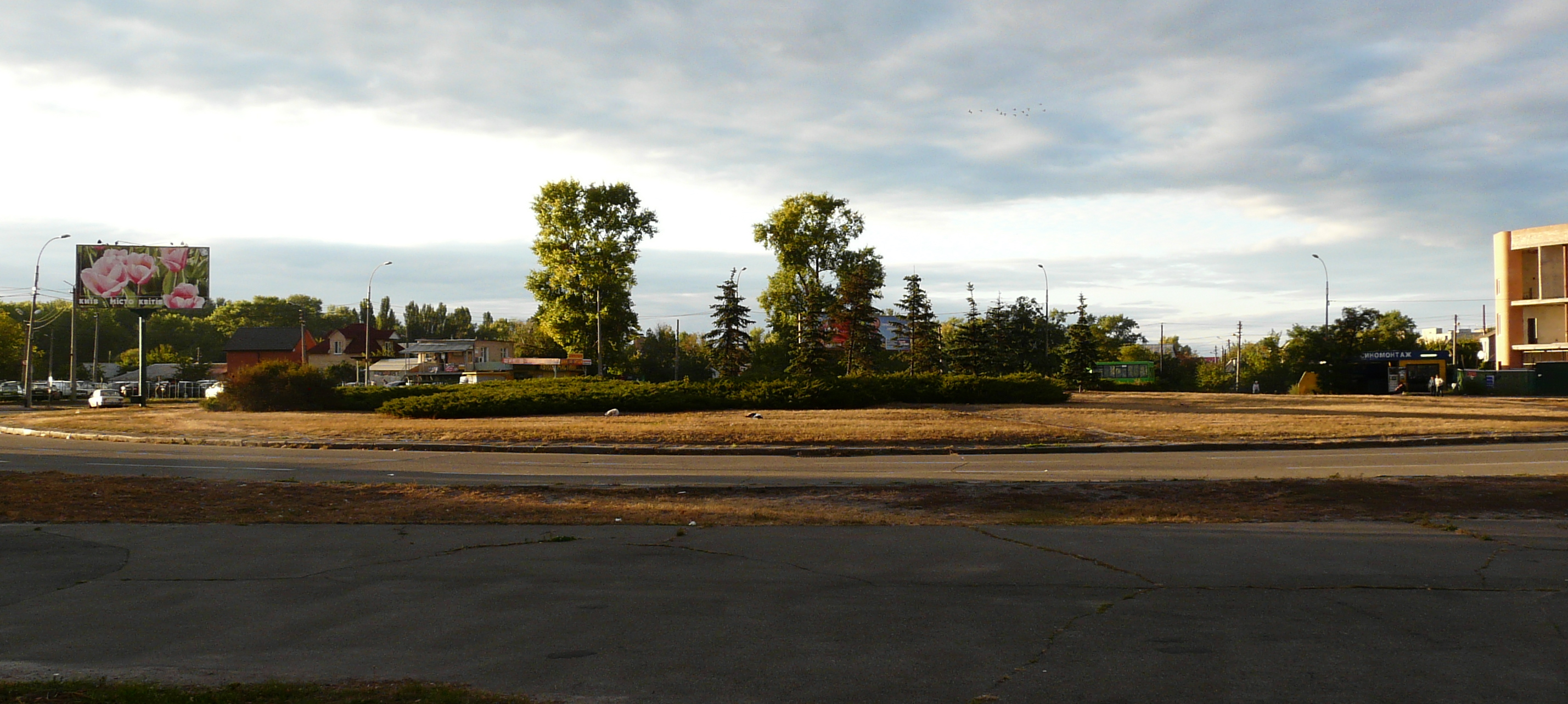
Вид на площу (сектор між вулицями Андрія Аболмасова та Пантелеймона Куліша)
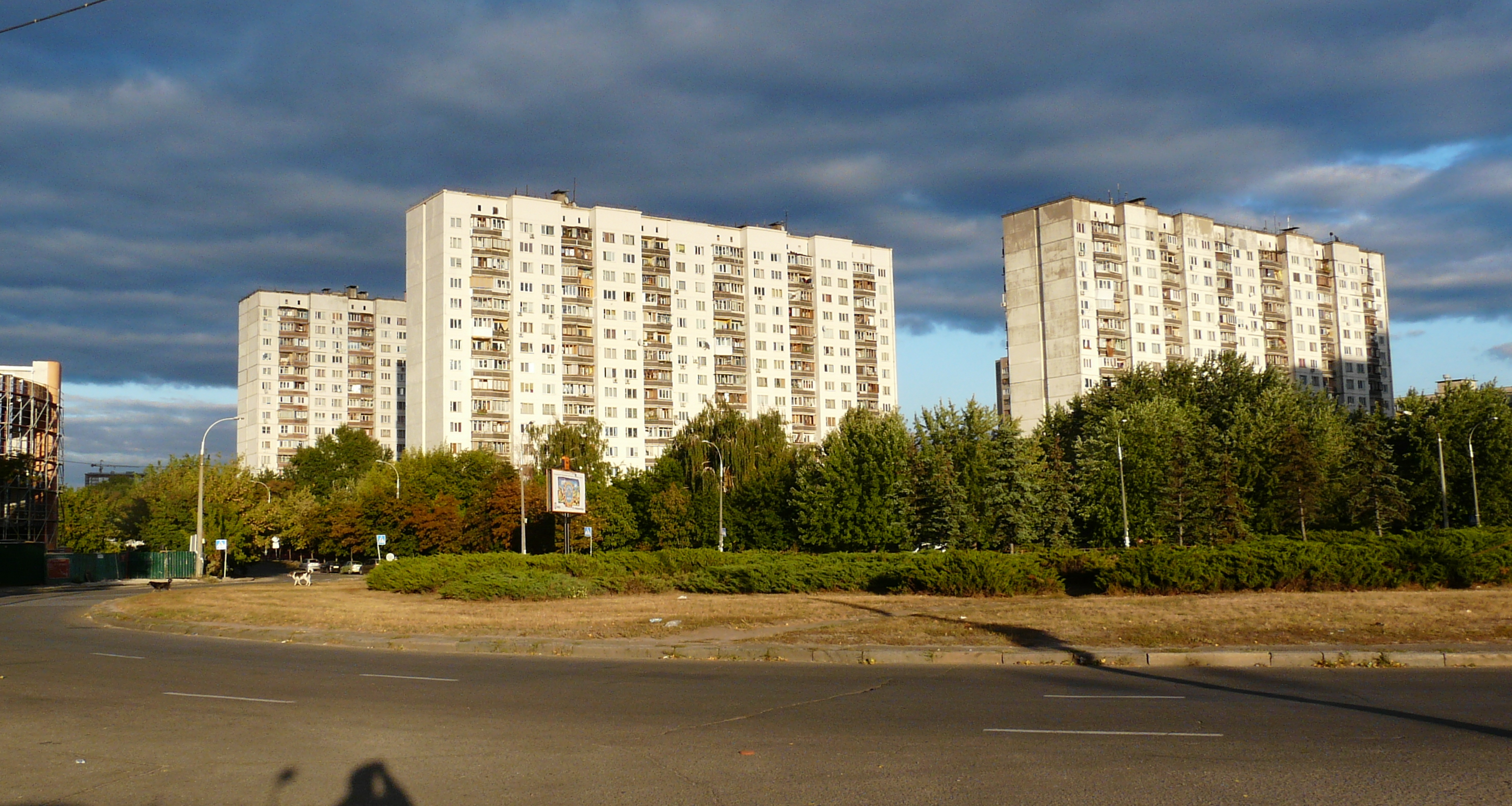
будинки №№ 19, 17 і 15 по вул. Пантелеймона Куліша, вересень 2009